# スペクトル表示
量子論に現れるグリーン関数や散乱振幅などは、「ローレンツ不変性」、「空間反転不変性」、「中間状態についてのスペクトル条件」といった一般的に満たされるべき性質から、その関数の解析的性質が制限される。そのような制限を具体的に表現するものとして様々な積分表示が導かれている。積分表示において、パラメータの積分範囲は通常スペクトル条件によって決まるので、しばしばスペクトル表示の名で呼ばれる。
スペクトル表示には、公理論的に導かれたもののほかに、摂動のすべての次数で確かめられたものもある。

## 例
- グリーン関数に対するレーマン表示
- ベーテ＝サルピーター振幅に対するダイソン表示
- 散乱振幅に対するマンデルスタム表示